# Pina Pellicer
Josefina Yolanda Pellicer López de Llergo (Ciutat de Mèxic, 3 d'abril de 1934 – ibíd., 4 de desembre de 1964) més coneguda com a Pina Pellicer, va ser una actriu mexicana famosa principalment pel seu paper de Luisa en la pel·lícula dirigida per Marlon Brando Un tipus dur.
Pina Pellicer era filla de l'advocat César Pellicer Sánchez Mármol i de Pilar López de Llergo Caballero, i neboda paterna de Carlos Pellicer Cámara, poeta de la generació de Los Contemporáneos.
Pina Pellicer tenia set germans. Una germana menor d'ella, Pilar, és coneguda sobretot pels papers d'actriu en nombroses telenovel·les; una altra germana menor, Ana, és escultora i coautora de la biografia de l'actriu publicada en el 2006.
El primer paper de Pina Pellicer fora de Mèxic va ser la producció de Paramount Pictures Un tipus dur. La producció de la pel·lícula es va retardar molt, i el director originalment previst, Stanley Kubrick, va abandonar el treball juntament amb el guionista Sam Peckinpah, i va quedar Marlon Brando al capdavant de la direcció. El rodatge de la pel·lícula va començar en 1958, i la seva estrena va ser en 1961. La seva repercussió a Europa va ser molt bona, i al juliol de 1961 va rebre la Conquilla d'Or ael Festival Internacional de Cinema de Sant Sebastià 1961. Pina Pellicer va ser comparada amb Audrey Hepburn. Als Estats Units, la resposta no va ser tan bona, i l'única candidatura a l'Oscar va ser la del director de fotografia Charles Lang (1902 - 1998).
La primera pel·lícula amb la qual va arribar a les pantalles Pina Pellicer va ser la producció mexicana Macario, l'any 1960. Pellicer va interpretar l'esposa del seu company de repartiment Ignacio López Tarso. Macario va ser la primera producció mexicana nominada per als Oscar de l'Acadèmia en la categoria de millor pel·lícula en llengua estrangera perdent finalment davant de la pel·lícula d'Ingmar Bergman La font de la donzella (Jungfrukällan). Després de Macario, participà en dues pel·lícules mexicanes més titulades, Días de otoño, produïda en 1963, i El pecador, estrenada després de la seva mort el 1965. Durant la seva participació al Festival Internacional de Cinema de Sant Sebastià va conèixer al director espanyol Rafael Gil el qual la convida a participar com a actriu principal en la pel·lícula Rogelia, filmada en Astúries, París i Madrid i produïda en 1962. Al costat de les seves actuacions en pel·lícules va participar també en episodis de la televisió mexicana i nord-americana com The Fugitive (episodi "Smoke Screen" de 1963) i Alfred Hitchcock Presents (episodi "The Life Work of Juan Díaz" de 1964; escrit per Ray Bradbury).
Pina Pellicer es va suïcidar el 4 de desembre de 1964 a l'edat de 30 anys d'una sobredosi de píndoles, presumptament a causa d'una depressió.

## Filmografia
| Any  | Títol                     | País         | Paper             | Comentaris                           |
| ---- | ------------------------- | ------------ | ----------------- | ------------------------------------ |
| 1960 | Macario                   | Mèxic        | Esposa de Macario |                                      |
| 1961 | Un tipus dur              | Estats Units | Luisa             |                                      |
| 1962 | Rogelia                   | Espanya      | Rogelia           |                                      |
| 1962 | Días de otoño             | Mèxic        | Luisa             |                                      |
| 1963 | The Fugitive              | Estats Units | María Álvarez     | episodi "Smoke Screen"               |
| 1964 | Alfred Hitchcock Presents | Estats Units | María Díaz        | episodi "The Life Work of Juan Díaz" |
| 1965 | El pecador                | Mèxic        | Irma              |                                      |

## Premis
- Premi Sant Sebastià d'interpretació femenina al Festival Internacional de Cinema de Sant Sebastià 1961 pel seu paper a Un tipus dur.[4]